# 涅瓦德卡梅罗斯
涅瓦德卡梅罗斯（西班牙語：Nieva de Cameros），西班牙拉里奥哈自治区的一个市镇。总面积42平方公里，总人口100人（2001年），人口密度2人/平方公里。